# Андрейчук, Матвей Степанович
Матве́й Степа́нович Андрейчу́к (1866 — не ранее 1918) — член III Государственной думы от Волынской губернии, крестьянин.

## Биография
Православный, крестьянин села Слободище Пятницкой волости Житомирского уезда.
Окончил одноклассное народное училище. Занимался земледелием (4 десятины надельной земли и 25 десятин приобретенной), а также торговлей, извозами и казенными подрядами. Руководил строительством храма и сельской школы в родном селе. Состоял церковным старостой (1886—1898), уполномоченным сельского общества (1888—1897) и присяжным заседателем.
Избирался гласным Житомирского уездного земского собрания. Был членом Почаевского отдела Союза русского народа.
В 1907 году был избран членом III Государственной думы от Волынской губернии. Входил во фракцию правых, в декабре 1907 перешел во фракцию умеренно-правых, однако был исключен из неё в феврале 1909 за отказ голосовать в соответствии с фракционными решениями. Организовал внепартийную крестьянскую группу депутатов. С 3-й сессии вновь входил во фракцию правых. Состоял членом комиссий: продовольственной, по рыболовству, по запросам и по исполнению государственной росписи доходов и расходов.
Считался неформальным лидером волынских депутатов-крестьян, занимал независимую позицию по отношению к Почаевскому отделу СРН, который пытался контролировать членов ГД от Волынской губернии. Выступал за независимость церковно-приходских школ от земств.
На выборах в IV Государственную думу получил поддержку Почаевского отдела СРН, был избран волостным уполномоченным, но забаллотирован на уездном собрании.
Судьба после 1917 года неизвестна. Был женат.